# Copestylum vulta
Copestylum vulta är en tvåvingeart som först beskrevs av Fluke 1951.  Copestylum vulta ingår i släktet Copestylum och familjen blomflugor. Inga underarter finns listade i Catalogue of Life.